# Дом книги (Воронеж)
Дом книги — административное здание в Воронеже, расположенное по адресу: проспект Революции, 33. Самое высокое здание на проспекте Революции. Здание получило своё название из-за того, что похоже на огромную книгу, поставленную обрезом вниз.
В 1870-х годах на месте этого дома стоял особняк с мезонином, принадлежащий Ф. С. Курильченковой. В 1903 году к зданию пристроили небольшой дом, в котором располагалось фотографическое ателье, а позднее — художественное ателье.
В 1930-х годах было решено построить на этом месте новое административное здание. Строительство началось в 1935 году. Строительные леса с фасада сняли осенью 1936 года. Очевидно, внутренняя отделка полностью завершилась в 1938 году, когда на первом этаже был открыт главный книжный магазин города.
Архитектор А. В. Миронов разделил по вертикали шестиэтажный фасад на три части. Средняя часть посажена на устои аркады второго этажа. На фасаде шестого этажа — узкие полуциркульные окна, а выше — большой карниз с модульонами.
Дом книги был восстановлен после войны также под руководством А. В. Миронова. Внутренняя перепланировка была выполнена архитектором В. П. Глотовым. С 1960-х годов и по 1982 год в здании размещалась редакция «Молодого коммунара». Сейчас в Доме книги располагаются региональное отделение партии «Единая Россия» и общественная приёмная председателя партии Д. А. Медведева.